# Miami Marlins
Miami Marlins – drużyna baseballowa grająca we wschodniej dywizji National League, ma siedzibę w Miami w stanie Floryda. Dwukrotny zwycięzca w World Series.

## Historia
W czerwcu 1991 komisarz Major League Baseball Fay Vincent ogłosił, iż do National League przystąpią dwa nowe kluby z siedzibą w Denver i południowej Florydzie (zespół nazwano Florida Marlins). Pierwszy mecz Marlins rozegrali 5 kwietnia 1993 przeciwko Los Angeles Dodgers na Joe Robbie Stadium w obecności 42 334 widzów. W 1997 Marlins po raz pierwszy w historii klubu zanotowali dodatni bilans zwycięstw i porażek (92–70) i po uzyskaniu dzikiej karty awansowali do postseason; w National League Championship Series pokonali San Francisco Giants, następnie w National League Championship Series Atlanta Braves i po zwycięstwie w World Series nad Cleveland Indians 4–2 zdobyli mistrzowski tytuł.
W sezonie 2003 zespół po raz drugi zdobył mistrzostwo po pokonaniu w World Series New York Yankees 4–2. W 2011 klub zmienił nazwę na Miami Marlins i przeniósł się na nowy stadion z zamykanym dachem Marlins Park, mogący pomieścić 37 tysięcy widzów.

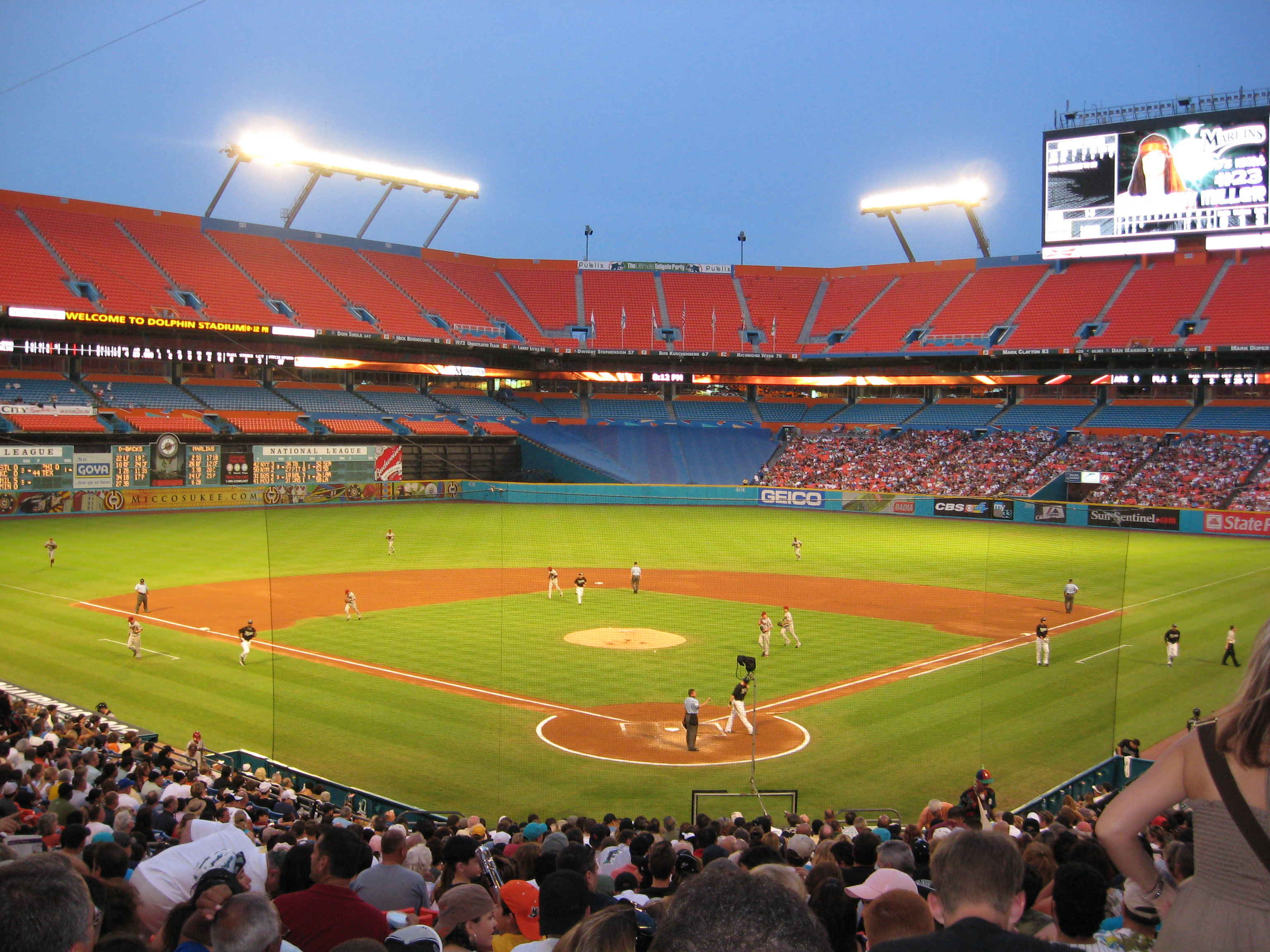
Sun Life Stadium (wcześniej jako Joe Robbie Stadium (1987–1996), Pro Player Park (1996), Pro Player Stadium (1996–2005), Dolphins Stadium (2005–2006), Dolphin Stadium (2006–2009), Land Shark Stadium (2009–2010).)

## Sukcesy
| Tytuł                               | Liczba | Rok        |
| ----------------------------------- | ------ | ---------- |
| World Series                        | 2      | 1997, 2003 |
| National League Championship Series | 2      | 1997, 2003 |

## Zastrzeżone numery
Od 1997 numer 42 zastrzeżony jest przez całą ligę ku pamięci Jackie Robinsona, który jako pierwszy Afroamerykanin przełamał bariery rasowe w Major League Baseball.
| Jackie Robinson 2B Zastrzeżony w 1997 |